# San Gimignano
San Gimignano este un oraș în Italia. San Gimignano, cu clădirile sale tipice de „zgârie-nori” medievali, a fost înscris în anul 1990 pe lista patrimoniului cultural mondial UNESCO.

## Galerie de imagini

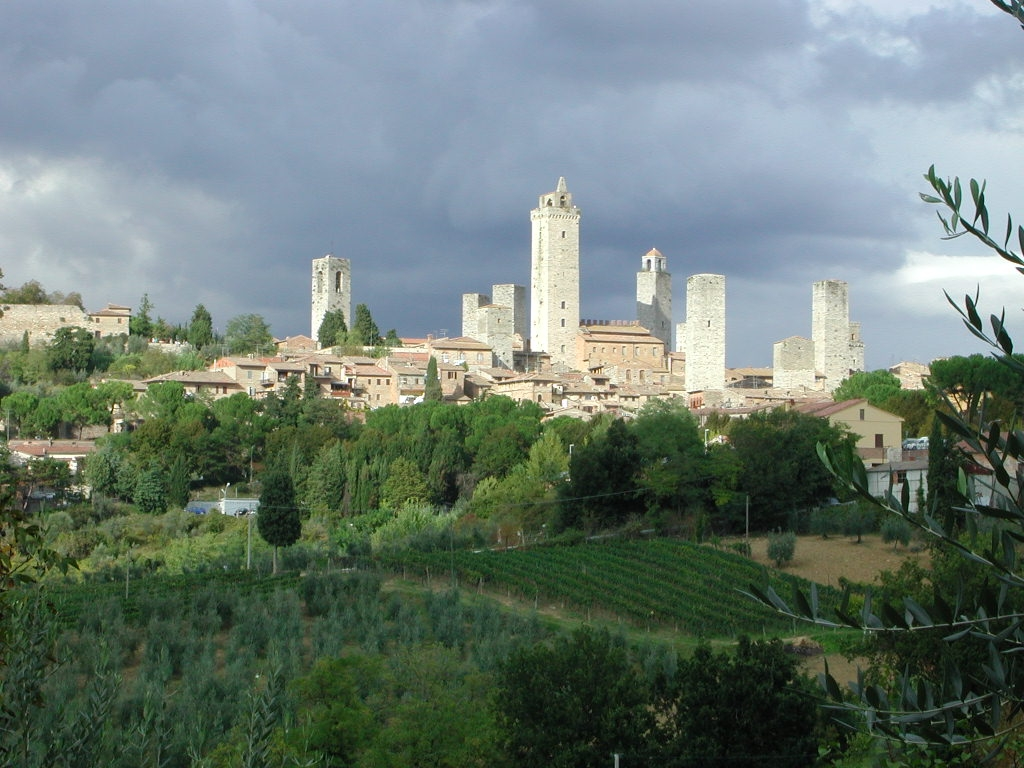

## Demografie
San Gimignano - evoluția demografică

|  | Graficele sunt indisponibile din cauza unor probleme tehnice. Mai multe informații se găsesc la Phabricator și la wiki-ul MediaWiki. |

Date: Recensăminte sau birourile de statistică - grafică realizată de Wikipedia